# 全日本カッター競技大会
全日本カッター競技大会（ぜんにほんカッターきょうぎたいかい）は、全日本カッター連盟が主催する、全国の海事関係の大学によるカッター競技大会。1957年に第1回大会が開催された。

## 概要
カッターと呼ばれる手漕ぎのボートが使用される。
第43回大会から一般の部に加えて、女子の部が創設された。
- 一般の部
  - 艇指揮1名、艇長1名、漕手12名
  - 長さ9m、中央部幅2.45m、深さ0.83m、排水量1.5tのカッターを使用
  - オール12本（うち4.3mを8本、4.2mを4本）
- 女子の部
  - 艇指揮1名、艇長1名、漕手6名
  - 長さ6m、中央部幅2m
  - オール6本

## レース
一般の部は直線1000mの距離を回頭、折り返しによる計2000mで行われる。回頭は各コースの回頭ブイを反時計回りに回頭する。回頭中にオールや船体の一部が回頭ブイに当ると失格であるが、失格となってもゴール地点まで到達しなければならない。
予選は4あるいは3チームで行われ、各予選グループ1着の3チームと、敗者復活戦1着の1チームで決勝レースが行われる。
レースは海上で行われるため、開催地の波や風などの海象に影響されることがある。
女子の部は直線1000m。予選は3あるいは2チームで行われる。各予選グループ1着の2チームと、敗者復活戦1着の1チームで決勝レースが行われる。

## 主なレース海域
レース海域は主に前年度の大会の大会後の主将会議で決定される。以下が主として使われるもしくは使われたレース海域である。

### 走水（神奈川県・防衛大学校主管）
オール：FRPもしくは木
沖合に出て行う海域のため、非常に波が強い海域である。また波の影響もあり、主として競艇スタートで行われていたが、動力船による曳航発進スタートを行うこともある。（ほかの会場は基本的にトグルスタート）

### 三ケ日（静岡県浜名湖・三ケ日青年の家協力・各校主管）
オール：木
近年より取り入れられている唯一の湖の会場である。日によっては風が強く吹き、風を踏まえたレース運びが求められる。また艇も青年の家保有の艇と焼津水産高校から借用した艇があり、艇によっても差がある。

### 呉（広島県・海上保安大学校主管）
オール：FRP
全日本でも開催されることがあるが、よく吉見とともに西日本大会に使用される。

### 神戸・深江（兵庫県・神戸大学主管）
オール：木
水面の比較的穏やかな海域である。

### 吉見（山口県・水産大学校主管）
オール：FRP
水面が穏やかな海域である。

### 東京（東京都・東京海洋大学主管）
オール：木
第一回大会が開催された会場である。しかし、近年は会場の確保の困難なため開催されていない。近年では東日本大会が開催されたことがあるが、1艇ずつのタイムレースとなった。

## 記録
| 大学名                                 | 優勝回数 |
| -------------------------------------- | -------- |
| 防衛大学校                             | 24回     |
| 東京海洋大学海洋科学部(旧東京水産大学) | 12回     |
| 海上保安大学校                         | 11回     |
| 神戸大学(旧神戸商船大学)               | 5回      |
| 水産大学校                             | 4回      |
| 長崎大学                               | 3回      |
| 鹿児島大学                             | 3回      |
| 東京海洋大学海洋工学部(旧東京商船大学) | 1回      |
| 日本大学                               | 1回      |

※2020年第64回は中止、※2021年第65回は通信制にて実施のため、優勝校なし
| 大学名                 | 優勝回数 |
| ---------------------- | -------- |
| 海上保安大学校         | 9回      |
| 水産大学校             | 4回      |
| 長崎大学               | 3回      |
| 神戸大学               | 2回      |
| 防衛大学校             | 1回      |
| 東京海洋大学海洋工学部 | 1回      |
| 九州看護福祉大学       | 1回      |
| 国立館山海上技術学校   | 1回      |

※2020年第64回は中止、※2021年第65回は通信制にて実施のため、優勝校なし